# BelAZ 75600
BelAZ 75600 e o serie de autobasculante de carieră de clasa ultra, pe ramă rigidă, biaxială, dezvoltată și produsă în Belarus de compania BelAZ, în mod special pentru transportarea de roci brute pe drumuri de acces tehnologic în cariere și mine deschise din întreaga lume, în diferite condiții climatice. Aceasta e cea mai mare autobasculantă ce se produce pe teritoriul CSI.

## Vezi și
- BelAZ
- Bucyrus MT6300AC
- Caterpillar 797F
- DAC 120 DE
- Komatsu 930E
- Liebherr T 282B
- Terex 33-19 "Titan"

## Legături externe
- Site-ul oficial БелАЗ[nefuncțională]
- Informație pe site despre model Arhivat în 30 martie 2010, la Wayback Machine.
- Profil pe autofx.ru Arhivat în 30 octombrie 2013, la Wayback Machine.
- "БелАЗ 75600" - cel mai mare camion din CSI (2011)